# Fernanda de Castro

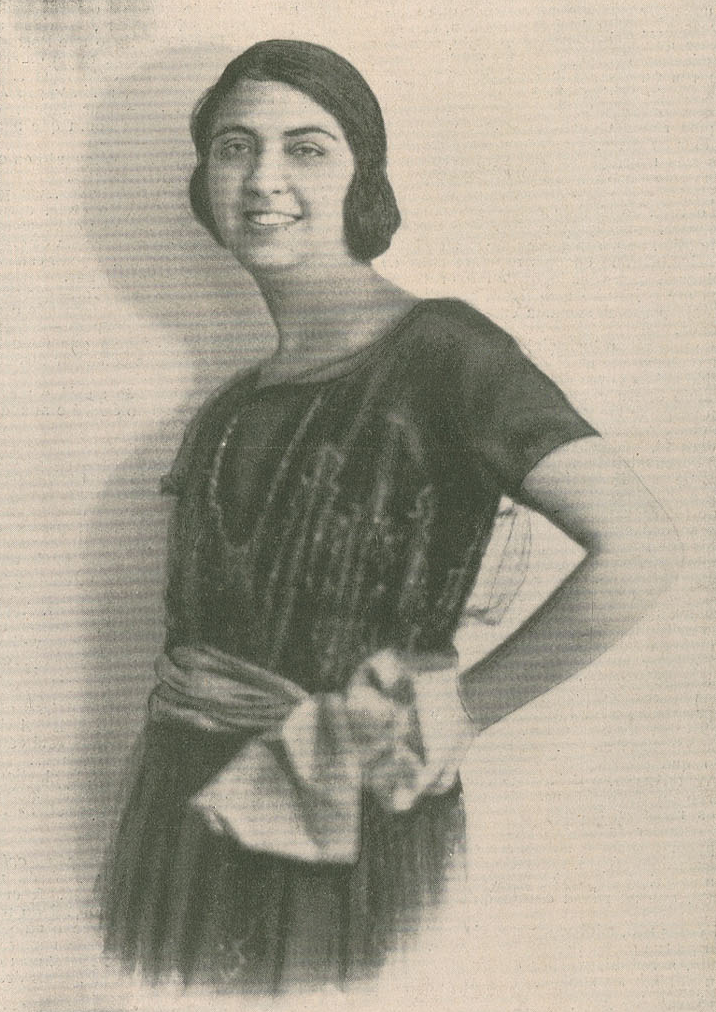
Fernanda de Castro, 1921

Maria Fernanda Teles de Castro de Quadros Ferro (* 9. Dezember 1900 in Campo de Ourique, Lissabon; † 19. Dezember 1994 ebenda) war eine portugiesische Schriftstellerin, Dichterin und Übersetzerin. Sie war Gründerin und Leiterin der Nationalen Vereinigung der Kinderparks (Associação Nacional dos Parques Infantis) und der Zeitschrift Bem Viver. Außerdem schrieb sie Musik für Fado, Märsche und Kinderlieder sowie Drehbücher für Film und Ballett.

## Leben
Fernanda de Castro war die Tochter von João Filipe das Dores de Quadros, dessen Familie mit der ehemaligen portugiesischen Kolonie Goa verbunden war, und Ana Isaura Codina Teles de Castro da Silva. Sie hatte vier Brüder und eine Schwester. Die Mutter gab an, dass sie vor Mitternacht am 8. Dezember 1900 geboren wurde; nach Angaben ihres Vaters und offiziellen Dokumenten war es schon der 9. Dezember. Sie wurde auf den Namen Maria Fernanda getauft und erhielt den Spitznamen Mariazinha („Kleine Maria“), den sie später für eines ihrer Kinderbücher, Mariazinha em África, verwendete.
1909 wurde ihr Vater Hafenkapitän im Hafen von Portimão an der Algarve, wo sie zur Schule ging. Später wechselte er nach Figueira da Foz. Die Familie kehrte dann nach Lissabon zurück, bevor ihr Vater 1913 zum Hafenkapitän von Bolama in Portugiesisch-Guinea ernannt wurde. Ihre Mutter starb in Bolama an Gelbfieber. Castro heiratete António Ferro im Jahr 1922. Da er zu dieser Zeit ein Theaterstück in Brasilien aufführte und sie sich in Lissabon aufhielt, heirateten die beiden mit einer Vollmacht, und sie reiste anschließend nach Rio de Janeiro zu ihrem Mann. Dort ließ sie sich von Tarsila do Amaral und Anita Malfatti, beides führende brasilianische Künstlerinnen, porträtieren. Das Paar hatte zwei Söhne, António Quadros und Fernando Manuel de Quadros Ferro, die sich beide literarisch betätigten. Die Tochter von António, Rita Ferro, wurde ebenfalls eine bekannte Schriftstellerin, Dramatikerin und Drehbuchautorin.
Nachdem sie zwischen 1915 und 1918 ihre Schulausbildung mit dem Hauptfach Mathematik abgeschlossen hatte, begann Castro 1920, literarische Salons zu besuchen, darunter auch die von Veva de Lima. Ihre Sonntage verbrachte sie im Haus der Schriftstellerin Branca de Gonta Colaço. Ein Jahr später gab sie den Besuch der Polytechnischen Schule auf und veröffentlichte ihr erstes Buch, Ante-manhã, mit Versen, die sie im Alter von 15 bis 18 Jahren geschrieben hatte. Die Veröffentlichung dieses Buches unter dem Namen „Maria Fernanda de Castro e Quadros“ war ein Geburtstagsgeschenk von Familie und Freunden. Danach gewann sie den ersten Preis des Teatro Nacional D. Maria II mit dem Stück Náufragos („Schiffbrüchige“), das sie in Zusammenarbeit mit einer Freundin geschrieben hatte. Es wurde 1924 uraufgeführt.
Am 7. April 1921 leistete sie einen Beitrag zur ersten Ausgabe der Zeitung Diário de Lisboa, in der auch Werke ihres zukünftigen Ehemanns António Ferro erschienen. Danach begann sie, ihre Werke mit „Fernanda de Castro“ zu unterschreiben, und veröffentlichte einen zweiten Gedichtband mit dem Titel Danças de Roda („Kreistänze“). 1924 veröffentlichte sie einen Gedichtband mit dem Titel Cidade em Flor („Stadt in Blüte“), dessen Umschlag von Bernardo Marques illustriert wurde.
In Begleitung ihres Mannes und auf Einladung des brasilianischen Schriftstellers des Modernismo, Oswald de Andrade und seiner Frau, ging sie dann nach Paris, wo die beiden Paare in den Kreisen des Künstlers Francis Picabia, des Modeschöpfers Paul Poiret und der Komponisten Arthur Honegger und Erik Satie verkehrten. 1925 veröffentlichte sie ihren zweiten Gedichtband mit dem Titel Varinha de Condão („Zauberstab“) in Zusammenarbeit mit Teresa Leitão de Barros. Außerdem übersetzte sie ausländische Stücke für die neue Theatergruppe ihres Mannes, die am Teatro da Rua dos Condes in Lissabon auftrat. Im Jahr 1926 veröffentlichte sie ihre ersten Kinderbücher, darunter Mariazinha em África, das sehr populär wurde. Die erste Ausgabe hatte ein Titelbild von Sarah Afonso. Im Jahr 1927 veröffentlichte sie As Novas Aventuras de Mariazinha.
Sie veröffentlichte weiterhin Gedichte und brachte 1928 ihren ersten Roman für Erwachsene heraus, O Veneno do Sol („Das Gift der Sonne“), der in Afrika spielt. In den 1990er Jahren wurde er in einer gleichnamigen Seifenoper verfilmt. 1930 wurde ihr Stück Nova Escola de Maridos („Neue Schule für Ehemänner“) am Teatro da Trindade in Lissabon aufgeführt. 1931 begann Castro zusammen mit ihrer Freundin Inês Guerreiro mit der Sozialarbeit und gründete die Associação Nacional dos Parques Infantis. Diese Parks, die für die ärmeren Gemeinden in Lissabon gedacht waren, waren farbenfrohe Orte, die Mal-, Musik- und Ballettunterricht (mit Águeda Sena als einer der Lehrerinnen), eine ständige Krankenschwester und wöchentliche Besuche von Ärzten sowie Essen und Schulbildung boten. Sie überredete den Bankier Ricardo Espírito Santo, die Schirmherrschaft zu übernehmen; der erste Park wurde 1932 und der zweite 1934 eingeweiht.
Castro unterstützte ihren Mann bei der Zusammenstellung der Exponate für den portugiesischen Pavillon auf der Weltfachausstellung Paris 1937. Sie spielte auch eine wichtige Rolle bei verschiedenen Veranstaltungen, die im Pavillon stattfanden und an denen unter anderem die französische Schriftstellerin Colette teilnahm. 1939 gab es portugiesische Pavillons auf Ausstellungen in New York City und San Francisco, an denen Castro ebenfalls mit ihrem Mann arbeitete. Im Jahr 1940 schrieb sie das Drehbuch für das Ballett A Lenda das Amendoeiras („Die Legende der Mandelbäume“), das im Teatro da Trindade aufgeführt wurde. Im selben Jahr arbeitete sie mit ihrem Mann, einem Anhänger der Diktatur des Estado Novo, an der Präsentation der Exposição do Mundo Português in Lissabon mit. Anschließend übersetzte sie L'Abbé Sétubal von Maurice Maeterlinck, das im Teatro Nacional D. Maria II von Amélia Rey Colaço und Robles Monteiro aufgeführt wurde.
1940 wurde Castro zum Offizier des Orden des heiligen Jakob vom Schwert ernannt. Am 24. Juni 1942 erhielt sie das Diplom Brevet pentru Semnul de Distinctie des rumänischen Roten Kreuzes (Societatea Națională de Cruce Roșie din România).
Während des Zweiten Weltkriegs veröffentlichte Castro unter dem Pseudonym „Teresa Diniz“ ein Kochbuch mit dem Titel 100 Receitas sem carne („Hundert Rezepte ohne Fleisch“), das auf die kriegsbedingte Knappheit einging. 1944 übersetzte sie das Tagebuch von Katherine Mansfield und veröffentlichte 1945 den Roman Maria da Lua, für den sie als erste Frau mit dem „Ricardo-Malheiros-Preis“ der Akademie der Wissenschaften von Lissabon ausgezeichnet wurde. Im Jahr 1946 übersetzte sie die Briefe an einen jungen Dichter von Rainer Maria Rilke. Sie übersetzte auch Luigi Pirandello und Eugène Ionesco. 1950 wurde ihr Mann zum portugiesischen Botschafter in der Schweiz ernannt, und Castro begleitete ihn dorthin, reiste aber häufig nach Portugal zurück. Im Jahr 1953 gründete sie die Zeitschrift Bem Viver („Lebe gut“), die sie zwei Jahre lang herausgab. Ihr Mann wurde dann nach Rom versetzt. Trotz ihrer Rolle als Diplomatengattin fand sie noch Zeit, weitere Gedichte und Romane zu schreiben.
Im November 1956 starb Castros Ehemann nach einer Operation in Lissabon. Dadurch geriet sie in wirtschaftliche Schwierigkeiten, lehnte aber dennoch ein Angebot der Regierung ab, ein Gehalt für die Leitung der Associação Nacional dos Parques Infantis zu erhalten. 1961 wurde ihr Sohn Fernando bei einem Autounfall, bei dem seine beiden Töchter ums Leben kamen, schwer verletzt. Sie schrieb weiterhin Gedichte und andere Literatur und veröffentlichte 1964 ein Kinderbuch über Botanik mit dem Titel É A Vida Maravilhosa das Plantas („Das wunderbare Leben der Pflanzen“). Im selben Jahr zog sie nach Faro an der Algarve, wo sie ein Restaurant eröffnete und das erste Algarve-Festival organisierte. 1966 schrieb sie ein großes Gedicht, África Raiz, inspiriert von ihrer Zeit in Afrika und den darauf folgenden Besuchen. 1969 wurde Castro mit dem Nationalen Poesiepreis ausgezeichnet. 1970 kaufte sie ein altes Haus in der Bergstadt Marvão und restaurierte es. Dadurch blieb ihr weniger Zeit für die Kinderparks und sie übertrug sie an die Wohltätigkeitsorganisation Santa Casa de Misericórdia.
Im Jahr 1985 war Castro bettlägerig und fast blind geworden. Sie diktierte ihre Memoiren zwei Freundinnen, Teresa Zeverino und Edith Arvelos. Der erste Band, Ao Fim da Memória (1906–1939), wurde 1986 veröffentlicht. Der zweite Band, der die Jahre 1939 bis 1987 umfasst, wurde ein Jahr später veröffentlicht. Ihr letzter Roman, Tudo é princípio, wurde 2006 posthum veröffentlicht.
1990 wurde sie mit dem Preis für Kinderliteratur der Fundação Calouste Gulbenkian ausgezeichnet.
Castro starb 1994 in Lissabon. Nach ihrem Tod benannte der Stadtrat von Lissabon einen Garten in der Lissabonner Gemeinde Belém nach ihr.

## Werke (Auswahl)
- Ante-manhã, Edition da Autora, Lissabon 1919.
- Danças de roda, Tipografia Lusitânia, Lissabon 1921.
- Cidade em flor, Edition da Autora, Lissabon 1924.
- Varinha de condão, Edition da Autora, Lissabon 1924.
- Mariazinha em África, Empresa Literária Fluminense Limitada, Lissabon 1925.
- Jardim, Edition da Autora, Lissabon 1928.
- O veneno do sol, Edition da Autora, Lissabon 1928.
- As Aventuras de Mariazinha, Oficina Gráfica, Lda., Lissabon 1929.
- O tesouro da Casa Amarela – Teatro Infantil, Empresa Nacional de Publicidade, Lissabon 1932.
- Daquém e Dalém Alma, Gedichte, Editorial Império, Lissabon 1935.
- Trinta e nove Poemas, Editorial Império, Lissabon 1942.
- A pedra no lago, Edições Ocidente, Editorial Império, Lissabon 1943.
- Maria da Lua. História de uma casa. Lisbon.
- Sorte, Edições Ocidente, Lissabon 1948.
- Raiz funda, Edições Bertrand, Lissabon 1951.
- Exílio, Edições Bertrand, Lissabon 1952.
- Asa no Espaço, Edições Ática, Lissabon 1955.
- A Ilha da Grande Solidão, Portugália Editora, Lissabon 1962.
- A Princesa dos Sete Castelos, mit Illustrationen von Inês Guerreiro, Tipografia Peres, Lissabon 1963.
- A Vida Maravilhosa das Plantas, mit Illustrationen von Inês Guerreiro, Edition da Autora, Lissabon 1964.
- África Raiz, mit Illustrationen von Eleutério Sanches, Parceria A. M. Pereira, Lissabon 1966.
- Fim-de-Semana na Gorongosa, Edition da Autora, Lissabon 1969.
- Fontebela, Edition da Autora, Lissabon 1973.
- A Ilha dos Papagaios, Editorial Verbo,  Lissabon 1983.
- Ao Fim da Memória I. Memórias 1906 – 1939, Autobiografie, Editorial Verbo, Lissabon 1986.
- Ao Fim da Memória II. Memórias 1939 – 1987, Autobiografie, Editorial Verbo, Lissabon 1987.
- Urgente, Guimarães Editores, Lissabon 1989.
- Cartas para além do tempo, Europres, Lissabon 1990.
- Tudo é princípio (posthume Veröffentlichung), Círculo de Leitores, Lissabon 2006.